# Ordenskorrespondenz
Die Ordenskorrespondenz. Zeitschrift für Fragen des Ordenslebens ist das Organ der Deutschen Ordensobernkonferenz. Sie erscheint seit 1960 und versteht sich als zentrale Fachzeitschrift für Ordensleben, Ordenstheologie, Ordensspiritualität. Inhaltlich gliedert sie sich in die Rubriken Schwerpunkt, Dokumentation, Ordensleben, Nachrichten und Neue Bücher. Sie dokumentiert unter anderem die Jahrestagungen der Deutschen Ordensobernkonferenz.
Schriftleiterin ist derzeit Agnesita Dobler OSF in ihrer Funktion als Generalsekretärin der Deutschen Ordensobernkonferenz, Redakteure sind Heribert Böller (leitend) und Gerald Mayer. Im Redaktionsbeirat sitzen Igna Kramp CJ, Paul Rheinbay SAC und Lioba Zahn OSB.
Die Ordenskorrespondenz erscheint vierteljährlich und wird von der Druckerei Don Bosco Grafischer Betrieb in Ensdorf hergestellt und ausgeliefert.